# خنافس الطقطقة النادرة
خنافس الطقطقة النادرة أو السِّرفيتِيَّات أو الخنافس سيروفايتد أو فصيلة سيروفايتيدي (الاسم العلمي: Cerophytidae)، هي فصيلة حشرات خنفسية من رتبة غمديات الأجنحة. تضم 22 نوعًا ضمن أربعة أجناس، موزعة بشكل أساسي في العالم الجديد.